# 葛山站 (仁川廣域市)
葛山站（：／ Galsan yeok */?）是仁川地鐵1號線沿線的一座地下車站，位於韓國仁川廣域市富平區清川洞，韓語副站名為「慶文實用專門學校」（경문실용전문학교）。

## 車站結構
站體為2面2線側式月台的地下車站，候車月台設有月台幕門，並有4處出口。

### 月台配置
| 鵲田 ↑     |
| \| 上      |
| ↓ 富平區廳 |

| 月台 | 路線               | 目的地                                                   |
| ---- | ------------------ | -------------------------------------------------------- |
| 上行 | ●仁川都市鐵道1號線 | 朴村、橘峴、桂陽方向                                     |
| 下行 | ●仁川都市鐵道1號線 | 富平、仁川市廳、東幕、國際業務園區、松島月光慶典公園方向 |

## 歷史
- 1999年10月6日：落成啟用。

## 車站周邊
- loy文化藝術實用專門學校（朝鲜语：LOY문화예술실용전문학교）
- 葛山1洞福利中心
- 富平區廳
- 富平消防署
- 仁川海關富平分駐所
- 朝鮮日報
- 韓國通用汽車
- 富平工業園區（朝鲜语：부평 공업지구）

## 相鄰車站
仁川交通公社
●仁川都市鐵道1號線
鵲田（I116）－葛山（I117）－富平區廳（I118）